# 흉막반
흉막반(Pleural plaques)은 석면이 폐를 감싸고 있는 흉막을 뚫어 흉막이 판처럼 두꺼워지는 증상을 가리킨다. 헐떡임, 호흡부전, 심부전 등을 일으키고 심하면 죽음에 이른다. 

## 같이 보기
- 석면
- 중피종
- 석면폐